# Friedrich Ferdinand Klix
Friedrich Ferdinand Klix (* 14. September 1827 in Zoblitz; † 22. Juli 1900 in Kamenz) war ein deutscher Lehrer, Bibliothekar und Autor.

## Leben und Wirken
Friedrich Ferdinand Klix absolvierte nach dem Schulabschluss das Lehrerseminar in Bautzen. Im Jahr 1849 begann er seine berufliche Laufbahn als Hauslehrer und trat 1850 eine Stelle als Hilfslehrer an. Sein erster Wirkungsort war Kemnitz bei Bernstadt. Bereits 1852 erhielt er eine Anstellung als Unterlehrer in Kamenz, wo er ab 1866 zum Oberlehrer an der Stadtschule befördert wurde. Parallel zu seiner Lehrtätigkeit übernahm Klix die Funktion des Stadtbibliothekars in Kamenz.
Klix' wissenschaftliche Interessen und Forschungen brachten ihm eine Mitgliedschaft in der Oberlausitzer Gesellschaft der Wissenschaften zu Görlitz ein. Besonders bekannt wurde er durch seine Studien zu Gotthold Ephraim Lessing und über Kamenz.

## Publikationen (Auswahl)
- Der Forst oder das Forstfest zu Camenz. Krausche, Kamenz 1854.
- Zweihundert einzelne Gelegenheitsgedichte in den Jahren 1851–73. Kamenz 1873.
- Die Familie Haberkorn in Kamenz. Eine Genealogie nach den Kirchen-, Stadt- und Lehnsbüchern. Von 1483–1864. Krausche, Kamenz 1864.
- Forstfestzeitung. 1864. 1865. 1867. 1872. Vier Gelegenheitsblätter, enthalten u. a. Nachrichten über 150 Kamenzer gelehrte und berühmte Stadtkinder des 16–18. Jahrhundert. Krausche, Kamenz 1864.
- Die Familie Lessing in Kamenz und deren Nachkommen in Hoyerswerda, Dippoldiswalde, Chemnitz, Namslau, Breslau und Leipzig. Krausche, Kamenz 1860–1862.
- Fünfzehnhundert Oberlausitzer Sprüchwörter und sprüchwörtliche Redensarten. Aus dem Volksmunde gesammelt. In: Bautzner Nachrichten 1869, Nr. 15–124.
- Hexenprozeß gegen Georgius Pontanus in Kamenz. Nach den Originalacten. In: Bautzner Nachrichten. 1866. Nr. 3–9.
- Festgedichte zur Geburtstagsfeier S. Maj. des Königs Johann von Sachsen, mit einer Musikbeilage. Dümmler, Löbau 1868.
- Die glückliche Verbindung Des Wohl-Ehrwürdigen, Groß-Achtbaren und Wohlgelahrten Herrn M. Johann Gottfried Leßings, Wohlverordneten Archi-Diaconi in Camentz, Mit der Wohl-Edlen, Hoch- Ehr- und Tugendbelobten Jungfer, Jgfr. Justina Salome, Tot. Tit. Herrn M. Gottfried Fellers, Hoch-wohlverdienten Pastoris Primarii daselbst, ältesten Jgfr. Tochter, Am 16. Januarii 1725. Wollte durch nachfolgendes glückwünschend beehren Ein des Herrn Bräutigams treu-gesinnter leiblicher Bruder. Stößel, 1868.
- Hexenprozeß gegen M. Caspar Dulichius in Kamenz. Nach den Originalacten. In: Bautzner Nachrichten. 1869. Nr. 254–277.
- Johann Koch von Güllenstein. Rittergut Oelsnitz. Krausche, Kamenz 1893.